# Christian Grahl
Christian Grahl (* 1956 in Hannover) ist ein deutscher Kommunalpolitiker (CDU). Vom 1. November 2014 bis zum 1. November 2021 war er hauptamtlicher Bürgermeister der niedersächsischen Stadt Garbsen.

## Leben
Nach dem Abitur an der Leibnizschule Hannover leistete Grahl seinen Grundwehrdienst bei der Bundeswehr in Warendorf. Anschließend studierte er Rechtswissenschaften in Göttingen, war dort wissenschaftlicher Mitarbeiter und promovierte 1991. Er absolvierte sein Referendariat in Oldenburg und war anschließend als Rechtsanwalt tätig. Elf Jahre lang spielte er in der Basketball-Bundesliga. Mit dem SSC bzw. ASC Göttingen wurde er als Flügelspieler 1980 und 1983 Deutscher Meister. Nach seiner Göttinger Zeit spielte er noch fünf Jahre in Oldenburg.
Es folgte eine Tätigkeit als Justitiar beim Bundesamt für Strahlenschutz, bis Grahl 1994 an die Universität Hildesheim wechselte. Ab 1998 war er dort Kanzler. Später arbeitete er in Hannover als Ministerbüroleiter, ab 2006 Vorsitzender der Härtefallkommission nach dem Aufenthaltsgesetz sowie von 2009 bis 2011 Polizeipräsident der Zentralen Polizeidirektion Niedersachsen. Grahl wurde nach einer Feier in der Gaststätte „Sansibar“ im Rotlichtviertel am Steintor in Hannover versetzt, zudem wurde ein Disziplinarverfahren eingeleitet. Es war bekannt geworden, dass sich Grahl in einem Dienstwagen zur Gaststätte (zu deren Teilhabern der Rockeranführer Frank Hanebuth gehörte) hatte bringen lassen. Nach der Versetzung war er Referatsleiter für ländliche Entwicklung im Landwirtschaftsministerium, bis er 2014 hauptamtlicher Bürgermeister von Garbsen wurde.
Grahl ist verheiratet und hat einen Sohn.

## Kommunalpolitik
Grahl gewann die Bürgermeisterwahl 2014 in Garbsen gegen den amtierenden Bürgermeister Alexander Heuer (SPD) in einer Stichwahl mit 67,2 Prozent der Stimmen.

## Schriften
- Die Abschaffung der Advokatur unter Friedrich dem Großen: Prozessbetrieb und Parteibestand im preussischen Zivilgerichtsverfahren bis zum Ende des 18. Jahrhunderts unter besonderer Berücksichtigung der Materialien zum Corpus Juris Fridericianum von 1781, Göttingen: Wallstein-Verlag, 1994, ISBN 3-89244-060-3 (zugleich Dissertation Universität Göttingen 1991)